# Blepharella nigra
Blepharella nigra là một loài ruồi trong họ Tachinidae.